# انحياز للتباين
الانحياز للتباين أو تحيز الاختلاف (بالإنجليزية: Distinction bias)‏ كمفهوم في نظرية القرار، هو الميل إلى النظر إلى خيارين علي أنهما أكثر تميزا عند تقييمها في وقت واحد، عن تقييمها بشكل منفصل.
وقد قدم أحد الكتاب ما أسماه «نظرة مبسطة» لاتحياز التباين: عندما سئل عما إذا كان شخص ما يريد التفاح، فإنه قد تقول «نعم». لذلك، يتم وضع التفاح أمامه ويبدأ في أكله وهو سعيد. ولكن ماذا لو تم وضع تفاحتين على الطاولة (واحدة أكلها وهو سعيد والأخرى ما زالت طازجة. سوف يختار الفرد التفاحة الطازجة ويأكلها وهو سعيد، ولكن إذا سُئل، «هل كنت استمتعت بأكل التفاح الأخرى» فإنه من المرجح أن يجيب بـ «لا». وعلاوة على ذلك، إذا قٌدمت خمس تفاحات على الطاولة، فإنه قد يفحص كل التفاح بحيث تكون على يقين من أن ما سيأكلها هي أفضل واحدة، حتي لو تسبب ذلك في أن ضياع الوقت الذي يقضيه في اتخاذ هذا القرار. والسبب في ذلك هو أن انحياز التباين يدفع الأفراد إلى «الإفراط في دراسة الفروق بين الأشياء وفحصها بشكل مفرط والتدقيق فيها».

## نظرية شي وتشانج
تطور مفهوم انحياز التباين على يد العالمين كريستوفر كيه. شي، وتشاو تشانج من جامعة  شيكاغو، وذلك في محاولة لتفسير التباين بين أسلوب التقييم المشترك، وبين أسلوب التقييم المنفصل. حيث أن طريقة تقديم الاختيارات هي عنصر مهم في سياق إتخاذ القرارات. وأسلوب التقييم المشترك هو عندما تعرض جميع الاختيارات معًا في ذات الوقت أمام صاحب القرار، أما أسلوب التقييم المنفصل فهو يتضمن تقييم كل عنصر على حدة. وطبقًا للدراسات فإن أسلوب التقييم من شأنه أن يؤثر في حكم التقييم النهائي على نفس الاختيارات، بحيث يختلف تقييم الاختيارات عند تقديمها بصورة منفصلة عما إذا كانت تُقدم معًا في نفس الوقت.
وفي عام 2004، قدم شي وتشانج عددًا من التفسيرات المحتملة والتي من شأنها توضيح سبب التباين في أساليب التقييم، ومن بين هذه النظريات هي انحياز التباين. وتشير النظرية إلى أنه في حالة المقارنة بين اختيارين، فوجود هذين الاختيارين معًا قد يبرز عدة اختلافات بينهما، بحيث تصعب ملاحظتها في حالة فحص كل اختيار على حدة. أو بعبارة أخرى، فإن مراقبة اختيارين آنيًا تجعلهما يبدوان مختلفين أكثر عما إذا كنت تراقبهما بصورة منفصلة.
ووضح شي وتشانج في ورقتهما البحثية المنشورة عام 2004، أنه عندما يوضع المرء أمام عدة اختيارات أو توقعات، فعلى الأغلب سوف يتبع أسلوب التقييم المشترك، أما عندما يواجه المرء حدثًا منفردًا بعينه، فمن المرجح أنه سوف يتبع أسلوب التقييم المنفصل. وكما تقدم سابقًا فإن دالة المنفعة الخاصة باختيار معين تختلف باختلاف أسلوب التقييم. ومن ذلك نرى أنه عندما يشرع الأفراد في تقييم الاختيارات المختلفة آنيًا والتي سوف تفضي في النهاية إلى اختيار واحد منفصل، فإنهم على الأرجح سوف يقيمون اختياراتهم بناءً على أسلوب التقييم المشترك وليس على أساس التقييم المنفصل. وبالتالي فسوف يبالغ معظم الأفراد في تقدير الفوارق بين الاختيارات المختلفة، ظنًا منهم أنها سوف تؤدي في النهاية إلى سعادتهم، إلا أن توقعاتهم السابقة لن تتحقق لأنهم سوف يحصلون على اختيار واحد فقط بشكل منفصل ولن يلحظوا الفرق حقًا بين هذا الاختيار والاختيارات الأخرى عند التجربة. وهذه المبالغة في تقدير الفوارق هي ما يعرف بانحياز التباين.

## أمثلة وتطبيقات
إذا قمت مثلا بمشاهدة شاشات التلفاز المرصوصة بجانب بعضها في واجهة أحد المتاجر، فمن المحتمل أن تلاحظ فرقًا شاسعًا بين شاشتين متقاربتين في المواصفات، رغم أن كلاهما يظهر صورة عالية الجودة. وعليه فقد يرى المشتري سببًا كافيًا في دفع المزيد من المال في سبيل الحصول على التلفاز صحاب الجودة الأعلى، وذلك رغم أنه قد يستحيل تمييز الفرق بين كلًا من الشاشتين إذا ما كنت تشاهد كل تلفاز على حدة. ونظرًا إلى أن المشتري على الأغلب سوف يقضي وقته في مشاهدة شاشة واحدة فقط في آن واحد، فكان من الأفضل له أن يشتري التلفاز الآخر الذي يعرض صورة مقاربة بتكلفة أقل.
وينطبق نفس المبدأ على المشتري الذي يحاول أن يختار بين الأطعمة التي لا تحتوي على أي علامات تجارية، وبين الأطعمة التابعة للعلامات التجارية الشهيرة. ففي كثير من الأحيان قد لا يكون الفرق في الطعم سببًا كافيًا لتبرير الفرق في السعر. وفي حالة إذا ما كنت تتذوق هذه الأطعمة كل على حدة، فقد لا تجد أي فرق في الطعم إطلاقًا. وعليه فمن الأفضل ألا تقيم سلعة ما بناءً على طعمها، بل يجب أن يكون سعرها هو العامل الأساسي في التقييم. ففي عام 2010، طلبت أحد المجلات من بعض المستهلكين أن يتذوقوا 12 نوعًا مختلفًا من الفاصولياء المسلوقة. وكانت نتيجة هذه التجربة كالآتي: احتلت علامة برانستون المرتبة الأولي، ويليها أسدا، وموريسون، وهاينز. لاحظ أن هؤلاء المستهلكين فضلوا موريسون على هاينز، وذلك رغم أن سعر فاصولياء موريسون كان نصف سعر هاينز.
وقد ناقش أحد الكتاب مسألة انحياز التباين في حالة اختيار الوظائف وشراء المنازل. فعلى سبيل المثال: إذا عرض على أحدهم وظيفتين، أحدهما وظيفة شيقة وأجرها 60,000 دولار في السنة، والأخرى وظيفة مملة ولكن أجرها 70,000 دولار في السنة، أو إذا عرض على ذات الشخص أن يختار من بين منزلين بنفس السعر، أحدهما أكبر حجمًا لكنه بعيد عن مكان العمل، والآخر أصغر حجمًا من الأول ولكنه قريب من مكان العمل، ففي أغلب الأحوال سوف يفترض الناس في هذا الموقف افتراضات خاطئة. وهذه الافتراضات على سبيل المثال هي أن الوظيفة التي تدفع أجرًا أعلى سوف تجعلهم سعداء أكثر بنسبة السدس، أو أن المنزل الأكبر الذي يحتل مساحة 4,000 قدم سوف يجعلهم أكثر سعادة من المنزل الذي يحتل مساحة 3,000 قدم بنسبة الثلث، بينما في الحقيقة لن يحدث أي من هذه الأشياء. فنحن لا نشعر بأي سعادة زائدة عند امتلاك نقود زائدة عن حاجتنا، أو عند امتلاكنا منزلًا أكبر حجمًا.
وفي ضوء ما تقدم، يقترح الكاتب طريقة أكثر عقلانية من مقارنة الوظائف والمنازل المختلفة بصفة مباشرة. فبدلًا من ذلك، عليك بأن تقيم كل وظيفة وكل منزل على حدة تقييمًا شاملًا، ومن ثم قارن بين المنفعة التي سوف تحصل عليها في كل حالة، ومن ثم ستصل في النهاية إلى الاختيار الذي يعكس توقعاتك بصدق.

## دراسات مستقبلية
في عام 2009، نشر كل من مارجاريت بروكس وأشلي جويدروز ومادورا شاكرابارتي نتائج دراساتهم. وفيها عرضوا على بعض المرشحين إلى الوظائف عدة أساليب متبعة في زيادة التنوع في قرارات التعيين، ومن ثم قاموا بدراسة ردود أفعالهم الموجهة نحو تلك الأساليب المختلفة. وعليه وجدوا أن معظم هؤلاء المشرحين كانوا يفضلون الأسلوب الكلي، ومن ثم زاد إعجابهم بهذا الأسلوب حينما عرض عليهم جميع الأساليب آنيًا. ووجد الباحثون أن تلك النتائج متوافقة مع ظاهرة انحياز التباين.